# Mythic Quest/Episodenliste
Diese Episodenliste enthält alle Episoden der US-amerikanischen Comedyserie Mythic Quest, sortiert nach der US-amerikanischen Erstveröffentlichung. Die Fernsehserie umfasst insgesamt vier Staffeln mit 34 Episoden.

## Übersicht
| Staffel  | Episodenanzahl | Erstveröffentlichung USA | Erstveröffentlichung USA | Deutschsprachige Erstveröffentlichung | Deutschsprachige Erstveröffentlichung |
| Staffel  | Episodenanzahl | Premiere                 | Finale                   | Premiere                              | Finale                                |
| -------- | -------------- | ------------------------ | ------------------------ | ------------------------------------- | ------------------------------------- |
| 1        | 9              | 7. Februar 2020          | 7. Februar 2020          | 7. Februar 2020                       | 7. Februar 2020                       |
| Specials | 2              | 22. Mai 2020             | 16. April 2021           | 22. Mai 2020                          | 16. April 2021                        |
| 2        | 9              | 7. Mai 2021              | 25. Juni 2021            | 7. Mai 2021                           | 25. Juni 2021                         |
| 3        | 10             | 11. November 2022        | 6. Januar 2023           | 11. November 2022                     | 6. Januar 2023                        |
| 4        | 10             | 29. Januar 2025          | 26. März 2025            | 29. Januar 2025                       | 26. März 2025                         |

## Staffel 1
Die Erstveröffentlichung der ersten Staffel fand am 7. Februar 2020 bei Apple TV+ per Streaming statt.
| Nr. (ges.) | Nr. (St.) | Deutscher Titel             | Originaltitel        | Erstveröffentlichung USA | Deutschsprachige Erstveröffentlichung (D/A/CH) | Regie                              | Drehbuch                                 |
| ---------- | --------- | --------------------------- | -------------------- | ------------------------ | ---------------------------------------------- | ---------------------------------- | ---------------------------------------- |
| 1          | 1         | Pilotfolge                  | Pilot                | 7. Feb. 2020             | 7. Feb. 2020                                   | David Gordon Green                 | Charlie Day, Megan Ganz & Rob McElhenney |
| 2          | 2         | Das Casino                  | The Casino           | 7. Feb. 2020             | 7. Feb. 2020                                   | Todd Biermann & David Gordon Green | David Hornsby                            |
| 3          | 3         | Dinner Party                | Dinner Party         | 7. Feb. 2020             | 7. Feb. 2020                                   | Todd Biermann                      | Megan Ganz                               |
| 4          | 4         | Die Convention              | The Convention       | 7. Feb. 2020             | 7. Feb. 2020                                   | David Gordon Green                 | John Howell Harris                       |
| 5          | 5         | Dark Quiet Death: Das Spiel | A Dark Quiet Death   | 7. Feb. 2020             | 7. Feb. 2020                                   | Rob McElhenney                     | Katie McElhenney                         |
| 6          | 6         | Nicht-Spieler-Charakter     | Non-Player Character | 7. Feb. 2020             | 7. Feb. 2020                                   | LP                                 | David Hornsby                            |
| 7          | 7         | Game over für Ian?          | Permadeath           | 7. Feb. 2020             | 7. Feb. 2020                                   | Todd Biermann                      | Aparna Nancherla & Ashly Burch           |
| 8          | 8         | Brendan                     | Brendan              | 7. Feb. 2020             | 7. Feb. 2020                                   | Pete Chatmon                       | Megan Ganz                               |
| 9          | 9         | Blood Ocean                 | Blood Ocean          | 7. Feb. 2020             | 7. Feb. 2020                                   | Catriona McKenzie                  | Megan Ganz & Rob McElhenney              |

## Specials
Die Erstveröffentlichung der beiden Specialfolgen fand am 22. Mai 2020 und am 16. April 2021 bei Apple TV+ per Streaming statt.
| Nr. (ges.) | Nr. (St.) | Deutscher Titel | Originaltitel | Erstveröffentlichung USA | Deutschsprachige Erstveröffentlichung (D/A/CH) | Regie          | Drehbuch                                   |
| ---------- | --------- | --------------- | ------------- | ------------------------ | ---------------------------------------------- | -------------- | ------------------------------------------ |
| 10         | 1         | Quarantine      | Quarantine    | 22. Mai 2020             | 22. Mai 2020                                   | Rob McElhenney | Rob McElhenney, Megan Ganz & David Hornsby |
| 11         | 2         | Ewiglicht       | Everlight     | 16. Apr. 2021            | 16. Apr. 2021                                  | Rob McElhenney | Ashly Burch                                |

## Staffel 2
Die Erstveröffentlichung der zweiten Staffel fand vom 7. Mai bis zum 25. Juni 2021 bei Apple TV+ per Streaming statt.
| Nr. (ges.) | Nr. (St.) | Deutscher Titel           | Originaltitel    | Erstveröffentlichung USA | Deutschsprachige Erstveröffentlichung (D/A/CH) | Regie          | Drehbuch                                   |
| ---------- | --------- | ------------------------- | ---------------- | ------------------------ | ---------------------------------------------- | -------------- | ------------------------------------------ |
| 12         | 1         | Titelturbulenzen          | Titans’ Rift     | 7. Mai 2021              | 7. Mai 2021                                    | Pete Chatmon   | Megan Ganz, David Hornsby & Rob McElhenney |
| 13         | 2         | Die Zombie-Ziege          | Grouchy Goat     | 7. Mai 2021              | 7. Mai 2021                                    | Pete Chatmon   | Megan Ganz, David Hornsby & Rob McElhenney |
| 14         | 3         | Die Lootbox               | #YumYum          | 14. Mai 2021             | 14. Mai 2021                                   | Angela Barnes  | John Howell Harris                         |
| 15         | 4         | Breaking Brad             | Breaking Brad    | 21. Mai 2021             | 21. Mai 2021                                   | Angela Barnes  | Keyonna Taylor                             |
| 16         | 5         | Bitte hier unterschreiben | Please Sign Here | 28. Mai 2021             | 28. Mai 2021                                   | Megan Ganz     | Katie McElhenney                           |
| 17         | 6         | Die Reisen der Anaren     | Backstory!       | 4. Juni 2021             | 4. Juni 2021                                   | Rob McElhenney | Craig Mazin                                |
| 18         | 7         | Peter                     | Peter            | 11. Juni 2021            | 11. Juni 2021                                  | Todd Biermann  | Humphrey Ker                               |
| 19         | 8         | Juice Box                 | Juice Box        | 18. Juni 2021            | 18. Juni 2021                                  | Todd Biermann  | Megan Ganz, David Hornsby & Rob McElhenney |
| 20         | 9         | Entscheidungen            | TBD              | 25. Juni 2021            | 25. Juni 2021                                  | Todd Biermann  | Randall Valdez-Castillo                    |

## Staffel 3
Die Erstveröffentlichung der dritten Staffel fand vom 11. November 2022 bis zum 6. Januar 2023 bei Apple TV+ per Streaming statt.
| Nr. (ges.) | Nr. (St.) | Deutscher Titel            | Originaltitel             | Erstveröffentlichung USA | Deutschsprachige Erstveröffentlichung (D/A/CH) | Regie                      | Drehbuch                                   |
| ---------- | --------- | -------------------------- | ------------------------- | ------------------------ | ---------------------------------------------- | -------------------------- | ------------------------------------------ |
| 21         | 1         | Bauchgefühl                | Across the Universe       | 11. Nov. 2022            | 11. Nov. 2022                                  | Rob McElhenney             | Megan Ganz, David Hornsby & Rob McElhenney |
| 22         | 2         | Wall of Shame              | Partners                  | 11. Nov. 2022            | 11. Nov. 2022                                  | Rob McElhenney             | Megan Ganz, David Hornsby & Rob McElhenney |
| 23         | 3         | Panzer zum Brunch          | Crushing It               | 18. Nov. 2022            | 18. Nov. 2022                                  | Steve Welch                | Naomi Ekperigin                            |
| 24         | 4         | Gänsehaut                  | The Two Joes              | 23. Nov. 2022            | 23. Nov. 2022                                  | Nina Pedrad                | John Howell Harris                         |
| 25         | 5         | Playpen                    | Playpen                   | 2. Dez. 2022             | 2. Dez. 2022                                   | Danny Pudi                 | Kyle Mack                                  |
| 26         | 6         | Weihnachts-Freaks          | The 12 Hours of Christmas | 9. Dez. 2022             | 9. Dez. 2022                                   | David Hornsby              | Humphrey Ker                               |
| 27         | 7         | Sarian                     | Sarian                    | 16. Dez. 2022            | 16. Dez. 2022                                  | Megan Ganz & Todd Biermann | Katie McElhenney                           |
| 28         | 8         | Feindliches Arbeitsumfeld  | To Catch a Mouse          | 23. Dez. 2022            | 23. Dez. 2022                                  | Ashly Burch                | Emma DePaulo Reid                          |
| 29         | 9         | Der Mistkerl und der Pitch | The Year of Phil          | 30. Dez. 2022            | 30. Dez. 2022                                  | Todd Biermann              | Ashly Burch                                |
| 30         | 10        | Neue Bündnisse             | Buffalo Chicken Pizza     | 6. Jan. 2023             | 6. Jan. 2023                                   | Heath Cullens              | Davis Kop                                  |

## Staffel 4
Die Erstveröffentlichung der vierten Staffel findet seit dem 29. Januar 2025 bei Apple TV+ per Streaming statt.
| Nr. (ges.) | Nr. (St.) | Deutscher Titel       | Originaltitel             | Erstveröffentlichung USA | Deutschsprachige Erstveröffentlichung (D/A/CH) | Regie            | Drehbuch                   |
| ---------- | --------- | --------------------- | ------------------------- | ------------------------ | ---------------------------------------------- | ---------------- | -------------------------- |
| 31         | 1         | Späte Einsicht        | Boundaries                | 29. Jan. 2025            | 29. Jan. 2025                                  | Todd Biermann    | Megan Ganz & David Hornsby |
| 32         | 2         | Mutige Ideen          | 1000%                     | 29. Jan. 2025            | 29. Jan. 2025                                  | Charlotte Nicdao | David Hornsby              |
| 33         | 3         | Der Betttag           | Breakthrough              | 5. Feb. 2025             | 5. Feb. 2025                                   | Todd Biermann    | John Howell Harris         |
| 34         | 4         | Das Feindefest        | The Villain’s Feast       | 12. Feb. 2025            | 12. Feb. 2025                                  | Megan Ganz       | Megan Ganz & Humphrey Ker  |
| 35         | 5         | Hurengeschäfte        | Second Skeleton           | 19. Feb. 2025            | 19. Feb. 2025                                  | Ashly Burch      | Ashly Burch                |
| 36         | 6         | Der Fisch und der Wal | The Fish and the Whale    | 26. Feb. 2025            | 26. Feb. 2025                                  | Heath Cullens    | Brian Keith Etheridge      |
| 37         | 7         | Zerwürfnisse          | The Room Where It Happens | 5. März 2025             | 5. März 2025                                   | Imani Hakim      | Amelie Gillette            |
| 38         | 8         | Erwachsenwerden       | Rebrand                   | 12. März 2025            | 12. März 2025                                  | Todd Biermann    | Elisha Henig               |
| 39         | 9         | –                     | Telephone                 | –                        | –                                              | Danny Pudi       | Asmita Paranjape           |
| 40         | 10        | –                     | Heaven and Hell           | –                        | –                                              | Ashly Burch      | Javier Scott               |